# Eugenia Osho-Williams
Eugenia Osho-Williams (sinh ngày 19 tháng 1 năm 1961) là một vận động viên chạy nước rút người Sierra Leone. Bà đã thi đấu ở cự ly 100 mét tại Thế vận hội Mùa hè 1980 và Thế vận hội Mùa hè 1984.